# 乐安铺苗族侗族乡
乐安铺苗族侗族乡，是中华人民共和国湖南省邵陽市绥宁县下辖的一个乡镇级行政单位。

## 行政区划
乐安铺苗族侗族乡下辖以下地区：
乐安村、大冻村、联丰村、杨柳村、中心村、天堂村、多龙村、大团村、瓦窑村、黄佳水村和文江村。

## 中国传统村落
2013年8月，天堂村被评为第二批中国传统村落。